# Liste der Naturdenkmale in Ehlscheid
Die Liste der Naturdenkmale in Ehlscheid nennt die im Gemeindegebiet von Ehlscheid ausgewiesenen Naturdenkmale (Stand 9. Oktober 2013).

## Naturdenkmale
| Nr.         | Bezeichnung | Lage                             | Beschreibung                                    | Bild                          |
| ----------- | ----------- | -------------------------------- | ----------------------------------------------- | ----------------------------- |
| ND-7138-442 | Stieleiche  | Parkstraße, gegenüber Nr. 7 Lage | auch Kaisereiche; Quercus robur, 1871 gepflanzt | mehr Fotos \| Fotos hochladen |